# Dienis Moisiejczenkow
Dienis Siergiejewicz Moisiejczenkow (ros. Денис Сергеевич Моисейченков; ur. 21 maja 1986 w Zimie) – rosyjski bobsleista, olimpijczyk.

## Kariera
Pierwszy sukces w karierze Moisiejczenkow osiągnął 14 grudnia 2008 roku, kiedy wspólnie z Dmitrijem Abramowiczem, Filippem Jegorowem i Andriejem Jurkowem zajął trzecie miejsce w czwórach w zawodach Pucharu Świata w Innsbrucku. W 2010 roku wystartował na igrzyskach olimpijskich w Vancouver, zajmując ósme miejsce w czwórkach. W 2014 roku został zdyskwalifikowany przez Rosyjską Agencję Antydopingową na 2,5 roku po tym, jak podczas mistrzostw kraju w jego krwi wykryto niedozwoloną substancję.